# Ficus yoponensis
Ficus yoponensis är en mullbärsväxtart som beskrevs av Nicaise Auguste Desvaux. Ficus yoponensis ingår i släktet fikonsläktet, och familjen mullbärsväxter. Inga underarter finns listade i Catalogue of Life.